# Чишки (Львівський район)
Чи́шки — село в Україні, в Львівському районі Львівської області. Населення становить 2426 осіб. Мер - Лильо Наталія Романівна.
Село витягнуте зі сходу на захід на 5 км. Центральна і найбільша одночасно вулиця — вулиця Тараса Шевченка.

## Історія
11 листопада 1420 р. шляхтич Микола Дмитровський видав фундаційну грамоту на заснування костелу в селі Чишки.
15 травня 1456 року в Львові подільський земський суддя Зиґмунт з Новослеці посвідчив документ, яким львівський хорунжий Юрій Струмило з Димошина записав монахам-францісканцям у Львові своє село Чишки (пол. Czyżki) зі солтиством та монастирем.
30 листопада 1497 року: в львівському суді розглядалась справа (майнова суперечка) Яна Фредра (майбутнього руського воєводи) із сестрами Зофією, Катажиною стосовно села Чишок.
У податковому реєстрі 1515 року в селі документується шинок, млин і 6 ланів (близько 150 га) оброблюваної землі та ще 7 ланів пустують.

## Культура
В селі є фолькгурт, який виступав в Українському домі на новорічному балі Маланка-2011, який провело Львівське товариство в Києві.

## Підприємництво
У селі діють ПАФ «Винниківська» (Удуд Петро Іванович), що займається рослинництвом і свинарством, а також ДПДГ «Чишки» (Мерва Олег Іванович), що спеціалізується на тваринництві й рослинництві. У радянський період існував радгосп «Винниківський», який довгий час очолював Герой Соціалістичної Праці Гупало Василь Павлович.

## Населення
За даним всеукраїнського перепису населення 2001. Мовний склад населення був таким:
| Мова       | Число ос. | Відсоток |
| ---------- | --------- | -------- |
| українська | 2 409     | 99,30    |
| російська  | 16        | 0,66     |
| інші мови  | 1         | 0,04     |

## Костел
- Костел святого Миколая (початок 15 ст. — 1774 р.)

## Храми
- Церква Церква с. Чишки (УПЦ КП) Успіння Пресвятої Богородиці
- Церква Успіння Пресвятої Богородиці ПЦУ (будівництво тривало з 1992 по 2015 р.). Освячена 23 серпня 2015 року Блаженнішим Макарієм, Митрополитом Київським і всієї України УАПЦ. У храмі відбулася хіротонія єпископа Херсонського і Миколаївського Бориса (Харка)[6].
- Церква УГКЦ, парафія Серця Христового. Колишній францисканський монастир[7].

## Постаті

### Відомі уродженці
- Захарусь Мар'ян Богданович (9.08.1980 — 9.04.2020) — дитячий хірург Західноукраїнського спеціалізованого дитячого медичного центру «Чорнобильська лікарня»
- Грисьо Максим Йосипович — український футболіст.
- Остяк Віталій Юрійович (1976—2014) — солдат Збройних сил України, учасник російсько-української війни.
- Соболь Микола Олександрович — український радянський діяч, бригадир наладчиків Львівського автобусного заводу. Депутат Верховної Ради УРСР 11-го скликання.

## Світлини

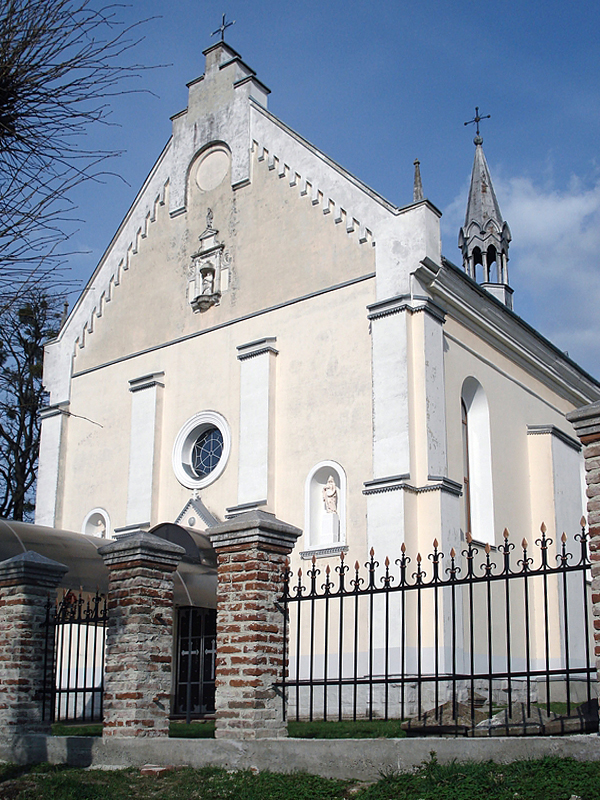
Костел св. Миколая
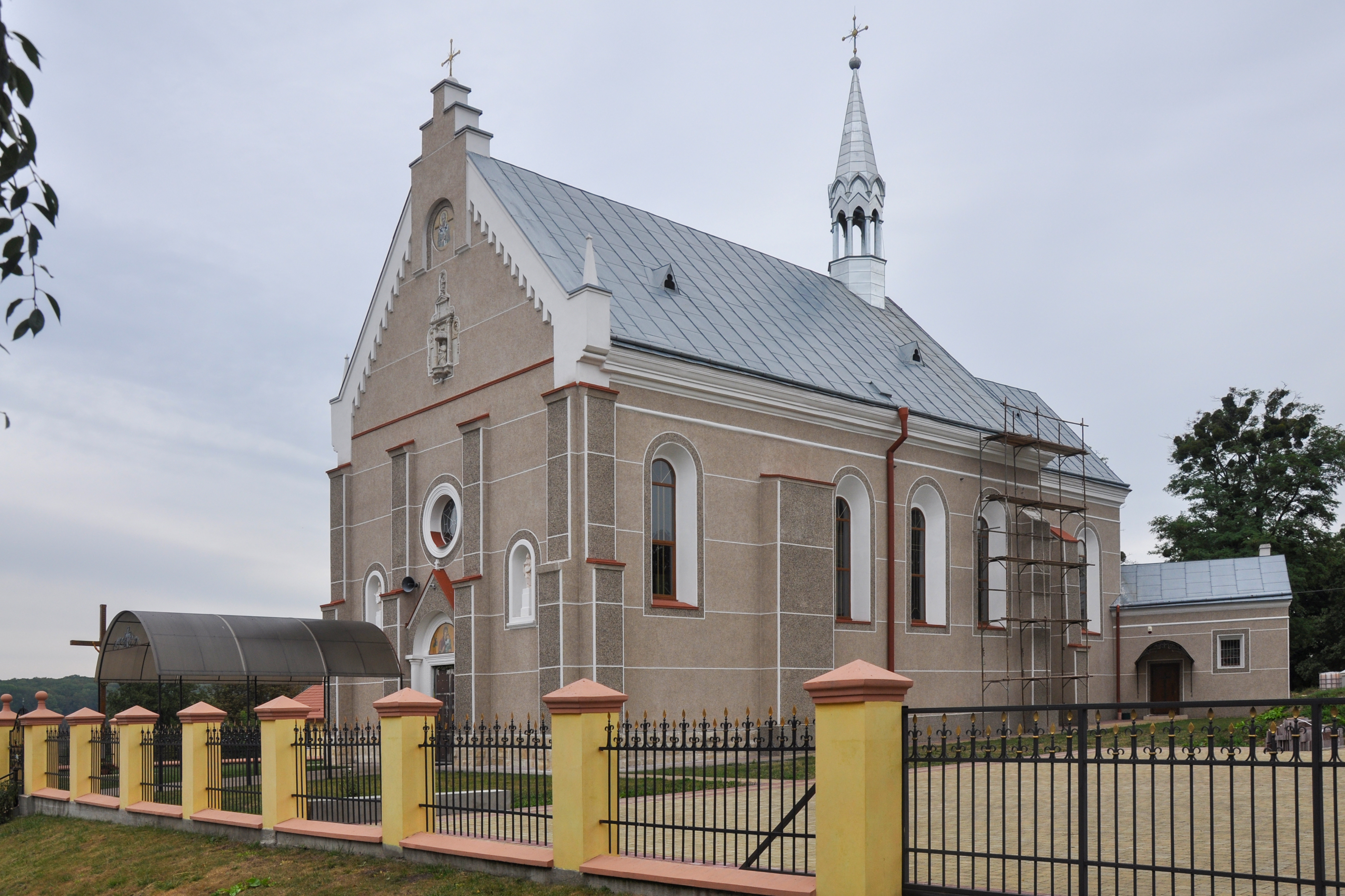
Костел св. Миколая
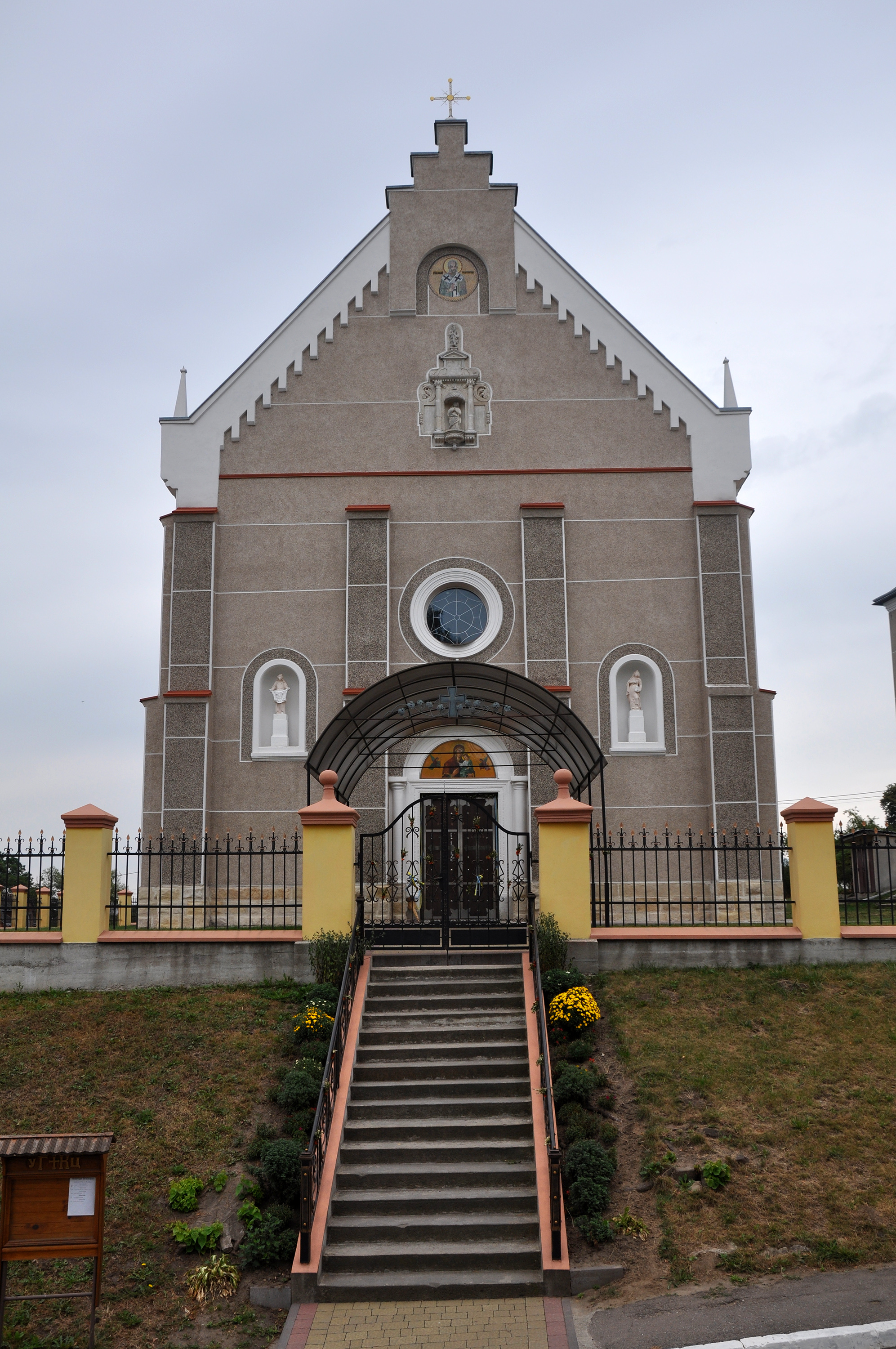
Костел св. Миколая
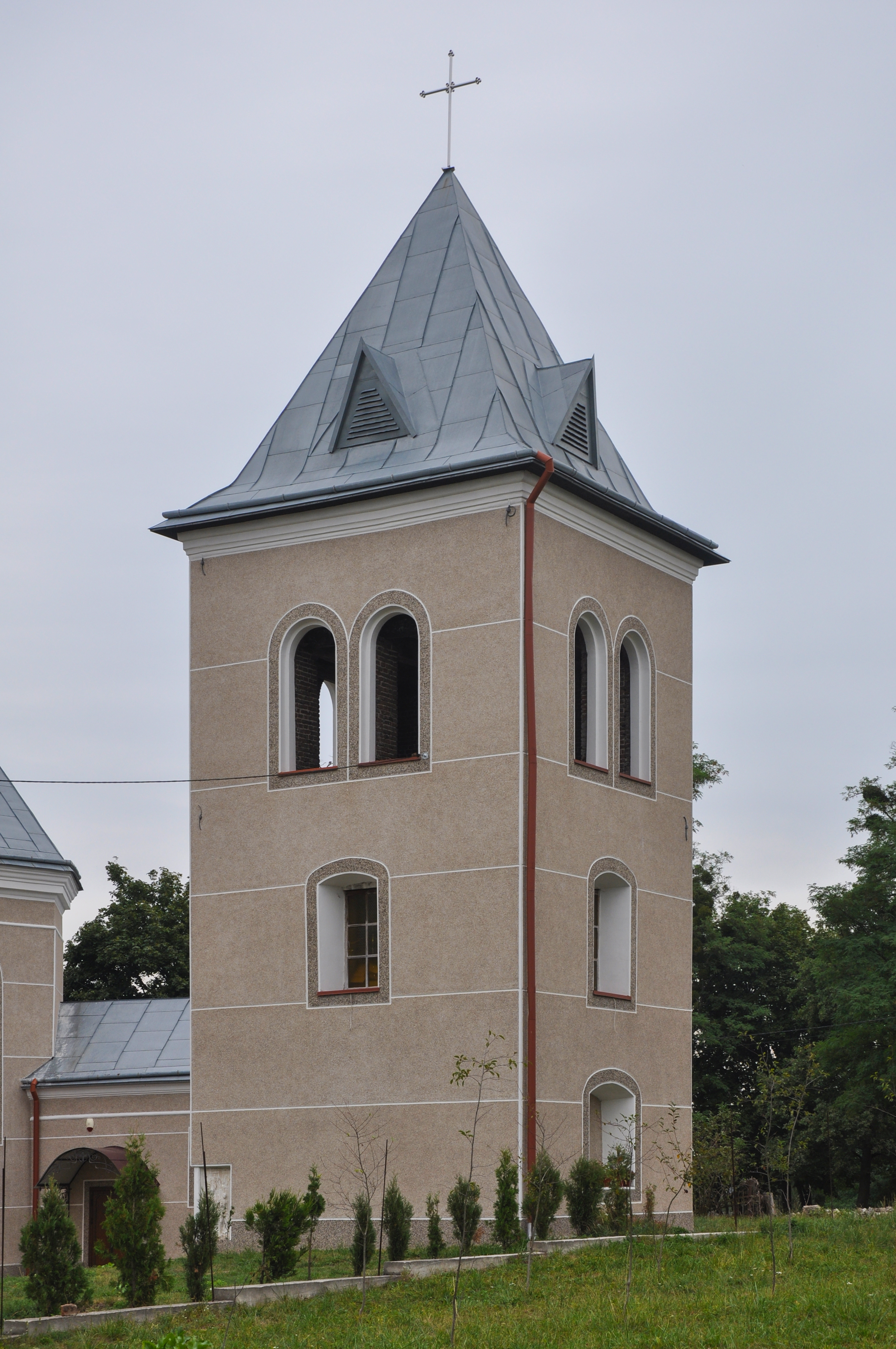
Дзвіниця костелу св. Миколая
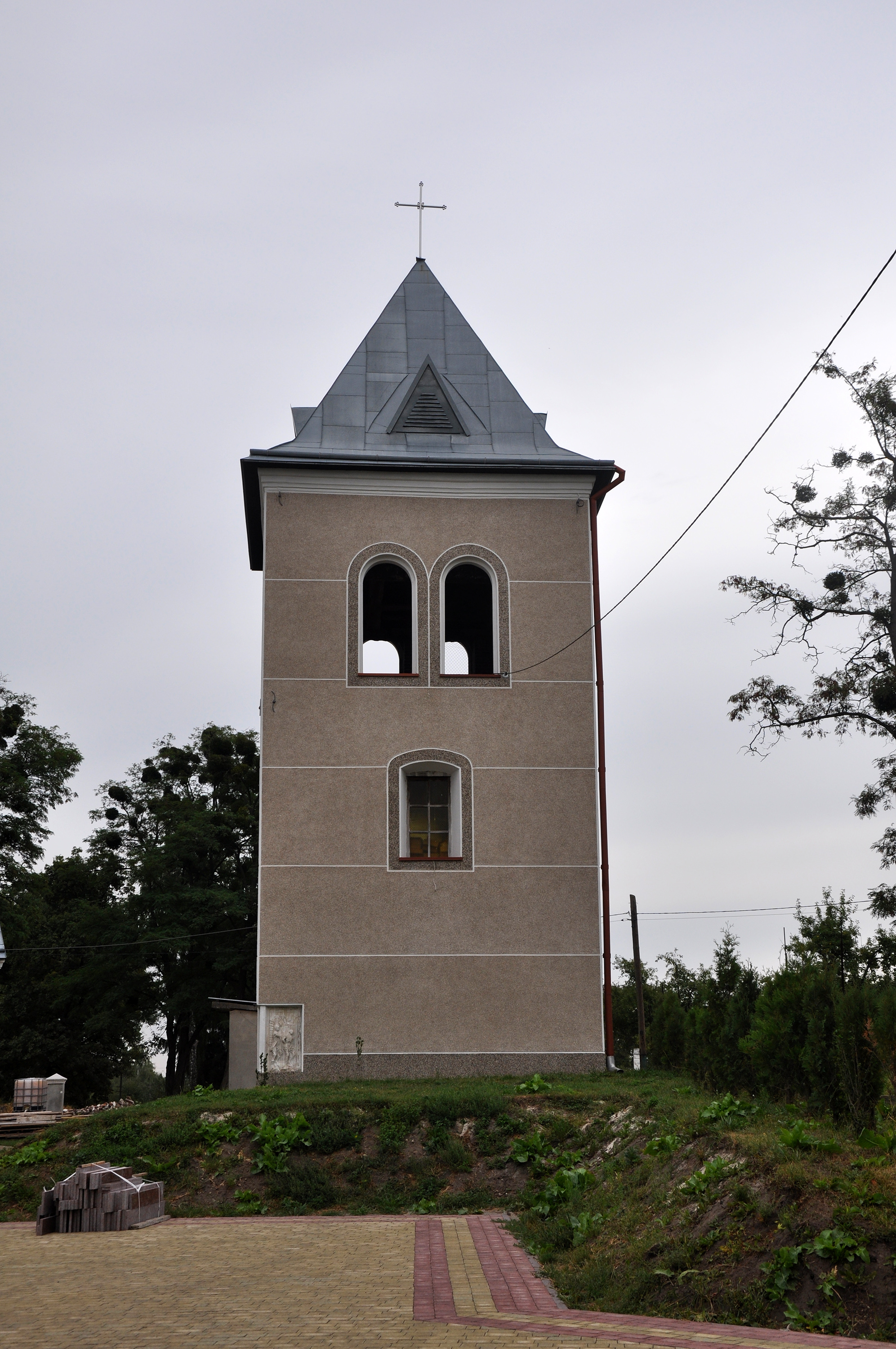
Дзвіниця костелу св. Миколая